# شانه‌ماهی
شانه‌ماهی (نام علمی: Zaniolepis) نام یک سرده از راسته عقرب‌ماهی‌سانان است.